# Ор Сассон
Ор Сассон (18 серпня 1990) — ізраїльський дзюдоїст, олімпійський медаліст, призер чемпіонату Європи та Європейських ігор.
Бронзову олімпійську медаль виборов на Іграх 2016 у Ріо у ваговій категорії понад 100 кг.